# Regimentul I de Graniță de la Orlat, Compania a VII-a
Compania a VII-a făcea parte din Regimentul I de Graniță de la Orlat în cadrul Graniței Militare din Transilvania (în germană Siebenbürgische Militärgrenze), instituită în anul 1764 de autoritățile imperiale drept cordon sanitaire la frontiera sudică a Principatului Transilvania. 
Sediul companiei a fost în satul Racovița, sat militarizat în întregime.

## Înființarea companiei
Potrivit proiectului de înființare a regimentelor grănicerești, pentru formarea cordonului militar s-au ales localități situate cât mai aproape de granița țării. De pe teritoriul fostului Scaun al Tălmaciului a fost propus inițial pentru militarizare satul Sebeșu de Sus. Justificând față de autoritățile superioare că procedându-se în acest fel va fi lipsit de mâna de lucru necesară construirii și întreținerii "Viei Caroline" din trecătoarea Turnu Roșu, care absorbea o forță de muncă apreciată la peste o mie de persoane, din care o bună parte o asigurau sebeșenii, Magistratul sibian a reușit să influențeze organele de resort să aplice măsura respectivă satului vecin Racovița, care urma să facă legătura între zona vestică a graniței militare și cea estică, din cuprinsul Districtului Făgărașului.
Hotărârea definitivă s-a luat în 24 februarie 1765, ținându-se cont și de considerentul că Racovița în cea mai mare parte constituia proprietatea Magistratului sibian(în stânga râului ce împarte Racovița în două, "partea scăunală") și doar o mică parte a sa sta sub jurisdicția organelor comitatense(în dreapta râului, "partea iobăgită). Ca urmare s-a trecut la întocmirea unor conscripții amănunțite pentru stabilirea cuantumului despăgubirilor pe care urma să le plătească autoritățile militare proprietarilor satului. 
Pentru "partea scăunală" a satului s-au întocmit două conscripții:
- Prima începând din 11 iulie 1765 și încheiată la 24 martie 1766 având ca și conscriptori pe Gabriel Szuk și Andreas Vereas[3].
- A doua efectuată în perioada martie-aprilie 1766, având conscriptorii Hanibal de Crucati, Michael Roth, Antonius Biro și Paul Toth[4].

Pentru "partea iobăgită", conscripția a fost întocmită în toamna anului 1765 de către Paul Szkorei și Andreas Pakothy, secretari și notari ai Cancelariei regești provinciale din Transilvania. Paralel cu întocmirea conscripțiilor din 1765, și-a desfășurat activitatea și comisia de recrutare, astfel încât la 30 octombrie 1765 "miliția grănicerească" era deja așezată în sat.
Potrivit acestor conscripții, în sat locuiau un număr de 233 familii, deci doar cu 15 familii mai puțin decât era necesar pentru a se înființa o companie doar dintre racoviceni. Această diferență, autoritățile militare apreciau că o vor acoperi prin dislocări de populație, noii veniți urmând să fie așezați pe sesiile pustii(libere), existente aici. 
Printr-o recipisă trimisă de către guvernatorul Samuel von Brukenthal împărătesei Maria Terezia în data de 24 octombrie 1768, acesta explică problemele ridicate de înființarea miliției grănicerești:
„...Am văzut de la început greutățile dislocării locuitorilor români din satele unde urmau să vină grănicerii, întâi pentru că cei ce trebuiau să fie dislocați erau numeroși, în al doilea rând, pentru că se desfăceau cu greu de satul lor dar, mai ales, pentru că și mai greu s-ar putea afla terenuri(loturi noi) pentru cei "scoși". Ne-am sfătuit și am aprobat ca să li se dea, sub formă de subvenție, pe trei ani, un ajutor cât de modest, dar am văzut că foarte puțini au fost cei pe care i-am putut adăposti, mulți rătăcesc din sat în sat, trebuind să trăiască în mizerie, prin păduri și locuri ascunse.

Puțini sunt cei plecați la locurile unde le-am putut asigura ceva; nu puțini sunt cei rămași pe loc. Majoritatea sunt de o închipuire bolnavă, atunci când avem de-aface numai cu oameni "liberi" sau numai cu alți dependenți, aici, pe "pământul crăiesc". Multe familii din Veștem au fugit în pădurile Sadului, fie ale Șelimbărului, după ce "sălașele" din pădurile Bradului și Tălmaciului le-au fost arse. Alții au rămas acasă, între grăniceri, servindu-i ca inchilini, la orice slujbe, numai să poată rămâne lângă mormintele părinților. Toți care m-au vizitat erau întristați, mirându-se de rapida schimbare care i-a adus la mizerie. Mulți dintre ei trăiau din lucru cu ziua, din munci manuale, unii făceau cărăușie ocazională de cucuruz(porumb) și de lemne pe piață, în schimb, unii dintre cei bolnavi au ajuns să-și vândă și vitele din bătătură, ca s-o mai poată duce un timp...
Singura cale salvatoare pentru cei dislocați ar fi fost răscumpărarea, dar cu ce? N-am aflat înțelegere nici la nobili nici la Magistrat. Credeam că dacă voi putea încetățeni atâția câți au fugit, problema se va rezolva...
Cei din Veștem și Racovița urmau să fie repartizați la Săcădate, dar orice încercare a rămas fără efect. Cei 50 - 60 de veștemeni au spus că nu pleacă de acasă și, mai ales, dacă merg, o fac numai toți împreună! Eu am făcut mai multe propuneri, cerând să aleagă. Mi-au spus că mai bine aleg emigrarea în Valahia!
Văzând că nici cu buna și nici cu amenințarea nu merge, le-am cerut măcar să nu se opună grănicerizării și până la urmă i-am împărțit pe grupe, în diferite sate, trimițând, cu vorbe bune, să-i adune de prin păduri în satele respective, obligând pe conducătorii acestora să-i aibe în grijă, înlesnindu-le în toate chipurile, hrana. Așa, cu toate că la început va merge greu, fantoma fricii le va dispare și s-or obișnui.”—Samuel Brukenthal

Localităţile Companiei a VII-a de graniţă

Din bogata literatură de specialitate care a fost publicată de-a lungul timpului, rezultă că racovicenii la fel ca și toată populația de-a lungul graniței militare, nu s-a înrolat de bună voie în miliția de graniță, asupra lor exercitându-se presiuni  brutale, pe diferite căi. Cum în intenția autorităților militare Racovița urma să devină o localitate militarizată în întregime, ceea ce s-a realizat în final, locuitorii care nu au dorit să devină grăniceri au fost expulzați, prilej cu care în sat au mai rămas doar câteva familii bâștinașe. Ca urmare, satul a fost populat cu familii strămutate de pe întreg cuprinsul Transilvaniei, din locuri "unde jugul iobăgiei a fostu, poate, mai aspru decâtu celu militariu". Majoritatea dintre acestea au venit din Țara Oltului, membrii lor având statutul de "boieri"', fapt care i-a determinat, încă de la începutul exercitării misiunii lor, să refuze prestarea de corvezi militare. Deoarece noii veniți se pare că au fost înmatriculați nu după numele lor de familie ci după localitatea de baștină, onomastica vremii, ba chiar și cea de la începutul secolului al XXI-lea, poate să ajute la stabilirea fără echivoc care a fost aceasta. Astfel numele de Arpășan trimite la Arpaș; Buciumean la Bucium; Comănean la Comăna; Fogoroș la Făgăraș; Mărginean la Mărgineni; Porumbăcean la Porumbac; Părăian la Părău; Răcean la Recea; Scorean la Scoreiu; Ucean la Ucea; Vădean la Vad etc.
O dată cu ei sau pe parcursul anilor, în Racovița s-au stabilit familiile: Borțan din Boarta; Buian din Buia; Crișan de pe Crișuri; Gusan din Gusu; Limbășan din Ilimbav; Măierean din Măierii Sibiului( sau din Maiorul Năsăudului); Mureșan de pe Mureș sau chiar din Maramureș; Orlățan din Orlat; Sălăgean din Sălaj; Spătăcean din Spătac etc. De asemenea, sunt atestate documentar strămutarea la Racovița în această perioadă a unor familii din Curciu, din Săcădate etc.
Toți acești viitori grăniceri, au fost împroprietăriți fie pe sesiile și gospodăriile celor fugiți sau expulzați numite "sesii de porție", fie pe sesii noi. După tradiția orală, băștinașii care au luat arma, fiind împroprietăriți și pe terenurile din lunca Oltului care au aparținut până atunci sașilor din Bradu, mergeau de acum la lucru câmpului cu pușca atârnată la gât sau chiar încinsă la șold, ca însemn al unor oameni "liberi " ce erau de acum, practică întâlnită și consemnată ca atare și pe teritoriul Regimentului grăniceresc de la Năsăud.

## Comandanți
În anii săi de existență, Compania a VII-a a avut la comanda ei numeroși ofițeri, majoritatea au fost însă străini. Lista ce urmează este perfectibilă cu precizarea că anii indicați sunt cei în care ei au semnat acte care le atestă calitatea de comandant:

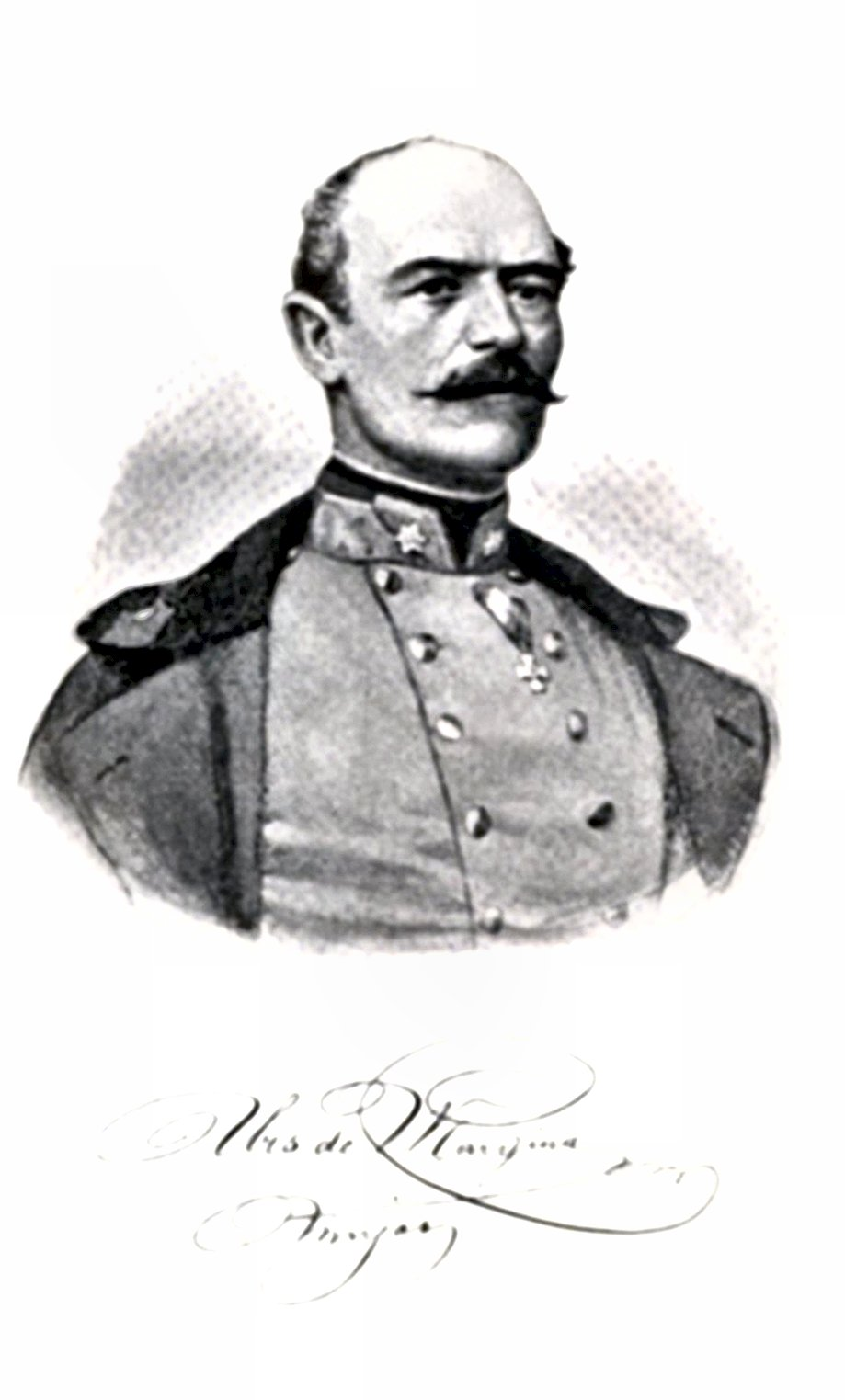
David Urs de Margina în grad de maior, cu Ordinul Maria Terezia la piept

- Căpitan Graf von Dietrichstein (1765 - ?), venit aici de la Regimentul II grăniceresc român de la Năsăud, la a cărui înființare a participat[15].
- Căpitan Karl von Kettner (1774 - 1786). O caracterizare a sa din anul 1777 ni-l prezintă drept "silitor în cele militare cât și în cele economice, dar om cam stricat"[16].
- Căpitan Iohan Caballini - Ehrenburg (1789 - ?), ofițer foarte capabil, care mai apoi a fost comandant al Regimentului orlățean.[17].
- Căpitan - locotenent Frantz Iosef von Grätze (1796 - 1800), sub comanda căruia se pare ca au luptat grănicerii racoviceni împotriva lui Napoleon[18].
- Căpitan Georg Rehland (1800 - 1811).
- Căpitan Simion Kossovatz (1817 - 1822).
- Căpitan Paul Cornelli (1822 - 1828), decedat în sat la data de 14 aprilie 1828.
- Căpitan - locotenent Carl Asselt von Liebler (1828).
- Căpitan - locotenent Mihai Tulbaș (1829- 1832). A fost primul ofițer român care a comandat compania respectivă.[19] Cu gradul de maior, a făcut parte din deputăția trimisă de către Marea Adunare Națională de la Blaj din 3/15 mai 1848, la Curtea de la Viena[20].
- Căpitan - locotenent Carl Grätze (1833).
- Căpitan - locotenent Ștefan Horvath (1835 - 1838).
- Căpitan Brandhuber (1841).
- Căpitan Carl Tritschler (1842).
- Căpitan - locotenent Wilhelm Arz (1842 - 1844)[21].
- Căpitan Stanislau Philipovich (1844 - 1848), ultimul comandant străin al companiei. Se pare că era bine integrat în viața satului, deoarece îl întâlnim cununând frecvent perechi de grăniceri și botezându-le copii acestora[22].
- Căpitan David Urs (1848 - 1849). Adjunct al căpitanului Philipovich înca din 1846, în anii revoluției se pare că a fost comandantul "plin" al companiei, funcție în care s-a dovedit un exemplu tipic de ofițer român, patriot înflăcărat, care și-a pus întreaga sa capacitate în slujba națiunii și a poporului din rândurile căruia s-a ridicat. El este colonelul David Urs de Mărgineni de mai târziu, primul ofițer român din armata austriacă, decorat cu Ordinul "Maria Tereza" și înnobilat ca atare[23].
- Sublocotenentul Vasile Stanciu (1849 - 1850). Originar din Viștea de Jos, el a făcut parte din rândurile Regimentului nr. 46, continuatorul Regimentului orlățean, până în anul 1859 când a fost pensionat cu gradul de căpitan-locotenent.
- Locotenent - major Ioan Poplăcean (1850 - 1851), originar din Orlat, ultimul comandant al companiei, care a și semnat documentele de desființare a ei.

## Compania a VII-a în documentele vremii
Cu toate înlesnirile acordate, grănicerii s-au acomodat cu greu statutului militar. Silniciile menționate mai sus la care se adăuga purtarea brutală a primilor ofițeri, aduși din alte părți ale împarăției și necunoscători ai limbii și obiceiurilor poporului precum și cele religioase, au generat în curând conflicte violente între autoritățile militare și grăniceri, soldate în primul rând cu numeroase dezertări. Ca o consecință directă a acestora, în 1766 numărul granicerilor companiei a scăzut la 68, ceea ce a determinat autoritățile să arondeze la companie pentru întregirea efectivelor și localitățile Porumbacu de Sus, Porumbacu de Jos și Scoreiul, acesta din urmă aparținuse de Compania a VIII-a care la acea vreme, avea sediul la Drăguș, situație care a dăinuit până la desființarea regimentelor grănicerești. "Infuzia" respectivă a dus la creșterea efectivului companiei la 181 grăniceri înarmați și 20 neînarmați, în fruntea cărora se afla un căpitan și un sublocotenent.
O statistică din toamna anului 1766, consemnează în Racovița că la dispoziția celor 171 de grăniceri, care aveau 151 de copii în vârstă de până la 16 ani, stăteau 179 de case locuite și 21 case pustii, ei având în posesie o suprafață arabilă de 2000 câble și fânețe pentru 1200 care de fân. Spre sfârșitul anului 1766, numărul grănicerilor companiei a crescut simțitor, 201 dintre aceștia fiind localnici și doar 78 din satele aparținătoare. De altfel, fluctuații mari în efectivul companiei s-au înregistrat și în următorii ani, ea fiind cotată ca subunitatea "cea mai pucinu numerosa" din întregul regiment, în anii 1774-1775 având lipsă de 41 soldați.